# Omer Bartov
Omer Bartov (hebreiska: עֹמֶר בַּרְטוֹב), född 17 april 1954 i kibbutzen Ein HaHoresh i Israel, är en amerikansk historiker med specialisering på Förintelsen och på folkmord.
Omer Bartovs far, Hanoch Bartov, var författare och journalist, vars föräldrar flyttat till Brittiska Palestinamandatet från Polen. Omer Bartovs mor flyttade till Palestinamandatet från Buczacz i Polen (idag Buchach i Ukraina vid mitten av 1930-talet. Omer Bartov var kompanichef i Israels försvarsmakt under Yom Kippurkriget 1973. År 1976 skadades han och hans soldater allvarligt i en olycka under militära övningar på grund av en överordnads försummelse, en händelse som fördoldes av Israels försvarsmakt.
Omer Bartov studerade på Tel Aviv University, med kandidatexamen 1979, och disputerade därefter på St. Antony's College på Oxfords universitet 1983 på en avhandling om nazisternas indoktrinering av soldaterna i den tyska armén och arméns brott på Östfronten under andra världskriget.
Omer Bartov har föreläst i USA sedan 1989. Åren 1992-2000 var han professor i mänskliga rättigheter på Rutgers University och är sedan 2000 professor i Förintelsen- och folkmordsstudier på Brown University.
Som historiker är Omer Bartov framför allt känd för sina studier om den tyska armén under andra världskriget. Han har utmanat synen på den tyska armén under Nazitiden som en apolitisk styrka, vilken i huvudsak stod utanför de tyska krigsbrotten, och hävdat att den tyska armén 1935-1945 var en genuint nazistisk institution, vilken spelade en nyckelroll i Förintelsen i de av tyskarna ockuperade områdena i Sovjetunionen.
Omer Bartov var i augusti 2023 en av fler än 1.500 amerikanska, israeliska och palestinska akademiker och offentliga personer som skrev under ett öppet brev, vilket uttryckte uppfattningen att Israel genomför en apartheidregim i det ockuperade Palestina samt uppmanade judiska grupper i USA att uttala sig mot Israels ockupation av Palestina.
I januari 2024 sade Omer Bartov att Israel vid upprepade tillfällen hade uttryckt folkmordsavsikter mot palestinierna i Gazaremsan under kriget mellan Hamas och Israel. I augusti 2024 sade Omer Bartov efter ett besök i Israel i juni samma år att Israel "var engagerat i systematiska krigsbrott, brott mot mänskligheten och "genocidal actions".